# Faraon (powieść)

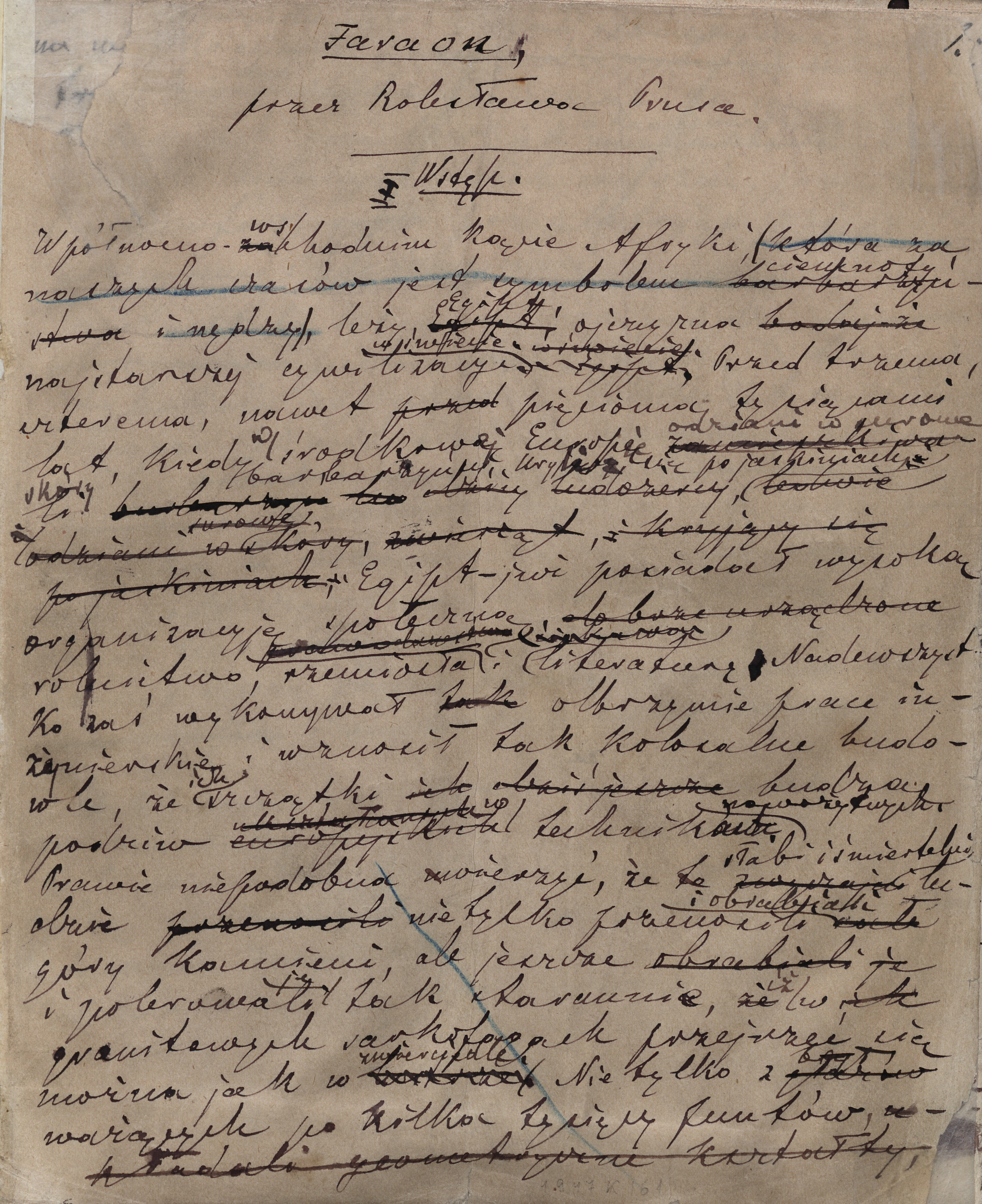
Pierwsza strona rękopisu powieści.

Faraon – powieść historyczna Bolesława Prusa, ukończona w maju 1895 roku. Publikowana w odcinkach w „Tygodniku Illustrowanym” od października 1895 roku. Akcja utworu rozgrywa się w Starożytnym Egipcie i opowiada o losach młodego faraona, Ramzesa XIII, próbującego poznać mechanizmy zarządzania państwem oraz podejmującego walkę o niezależność władzy faraona od kasty kapłańskiej.

## Okoliczności powstania i publikacja powieści
Niedługo po publikacji Emancypantek „Kurier Codzienny” opublikował informację, według której Prus przymierza się do napisania powieści zatytułowanej Faraon. Ponieważ pisarz znany był ze swojej niechęci do powieści historycznych, publiczność uważała początkowo, że nowy utwór będzie miał miejsce w realiach współczesnych, a jego tytuł odnosi się do popularnej ówcześnie gry w karty, o tej właśnie nazwie. W rzeczywistości jednak poglądy Prusa na twórczość historyczną uległy już wtedy zmianie, zresztą pisarz stworzył już wcześniej utwory, których akcja dzieje się w czasach dawniejszych – Z legend dawnego Egiptu (1887) i Z żywotów świętych (1892). Twórczość taka pozwalała bowiem pisarzowi na poruszenie tych kwestii, których nie mógł przedstawić w sposób zadowalający w powieściach współczesnych, dziejących się w Polsce – mechanizmu działania państwa, roli nauki i religii w życiu zbiorowości. Wybór starożytnego Egiptu, zamiast np. dawnego państwa polskiego, podyktowany był prawdopodobnie podziwem, jaki autor żywił dla państwa faraonów, wyrażanym m.in. w Kronikach tygodniowych, a także potrzebą zuniwersalizowania przesłania utworu.
Przed napisaniem powieści Prus gromadził informacje na temat starożytnego Egiptu. Korzystał przede wszystkim z prac francuskiego egiptologa Gastona Maspero i opublikowanej w latach 1879–1880 Historii Egiptu Ignacego Żagiella. Zapoznał się również z powieściami historycznymi Georga Ebersa. Prawdopodobnie właśnie od Żagiella zaczerpnął Prus postać Ramzesa XIII, którego istnienie jest kwestionowane przez innych historyków. Zmienił jednak całkowicie koncepcję tej postaci – Żagiell charakteryzuje młodego faraona jako osobę niedołężną i nieporadną, co nie zgadza się z wizją przedstawioną w powieści Prusa. Jedyną postacią rzeczywiście historyczną jest Herhor, wszystkie pozostałe są dziełem fantazji pisarza. Mimo że autor starał się być zgodny z ówczesną wiedzą dotyczącą starożytnego Egiptu, powieść zawiera błędy (np. opis pisma hieroglificznego jako alfabetu) i liczne anachronizmy (greckie wojska najemne w starożytności pojawiły się w Egipcie kilkaset lat później niż akcja książki, podobnie jak greckie osady i pieniądze; również szachy, które w ogóle nie były znane w starożytności). 
Występujący w powieści motyw zaćmienia Słońca miał podłoże autobiograficzne – Prus był świadkiem całkowitego zaćmienia, które obserwował w Mławie.
Faraon ukazywał się w odcinkach w „Tygodniku Ilustrowanym” w latach 1895–1896. W przeciwieństwie do Lalki powieść nie była pisana na bieżąco – redakcja otrzymała do publikacji już gotowy utwór. W formie książkowej Faraon ukazał się po raz pierwszy w 1897 roku.
Rękopis powieści trafił do archiwum wydawnictwa Gebethner i Wolff, a następnie stał się własnością Ludwika Kolankowskiego, który w 1947 sprzedał go Bibliotece Narodowej. Od 2024 manuskrypt prezentowany jest na wystawie stałej w Pałacu Rzeczypospolitej.

## Zarys fabuły

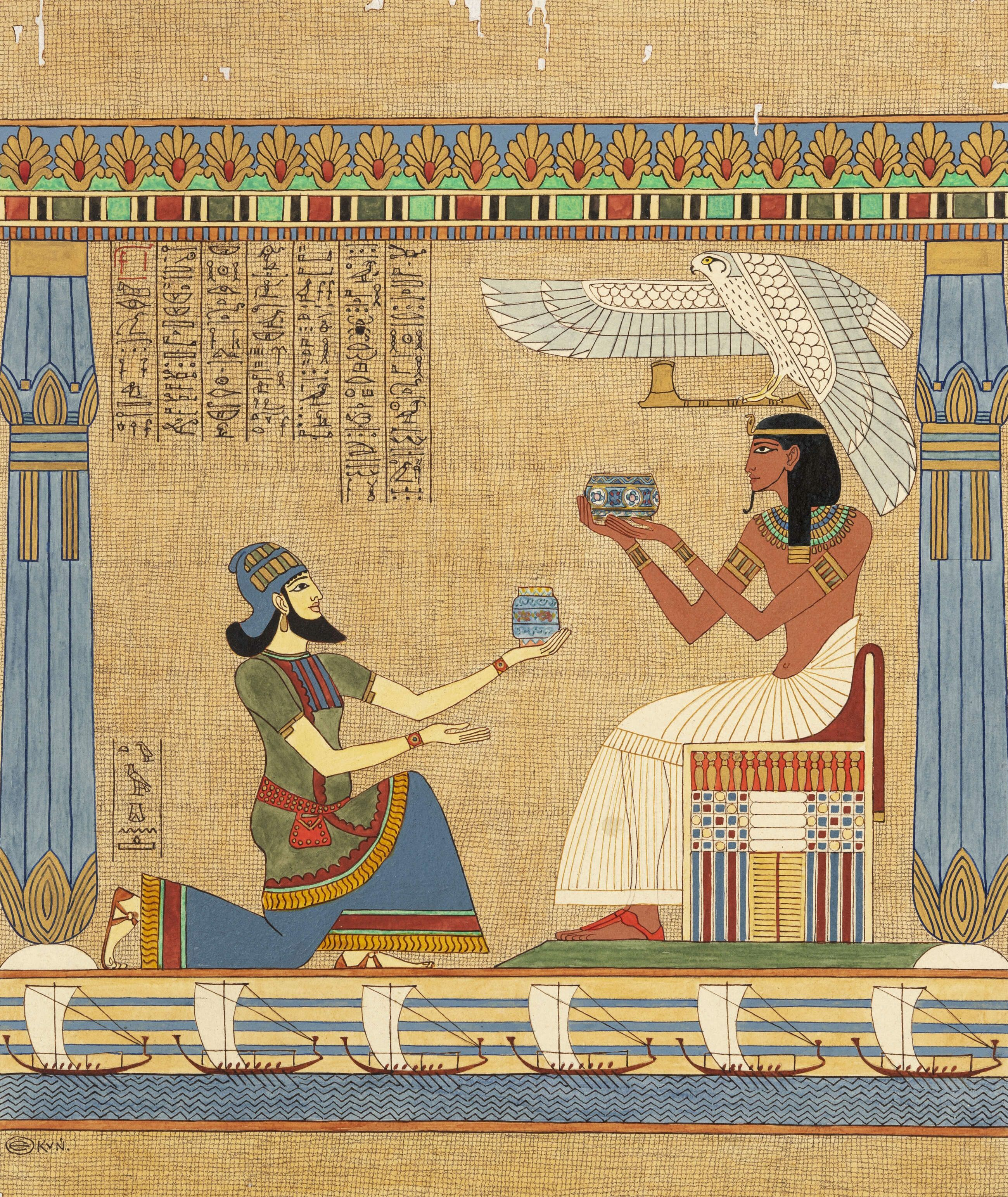
Kupiec fenicki pokazuje Ramzesowi XIII naczynia chińskie. Edward Okuń, 1914, Muzeum Narodowe w Lublinie

Akcja powieści rozgrywa się w czasach upadku dwudziestej dynastii w starożytnym Egipcie. Państwem zarządza Ramzes XII, uzależniony całkowicie od władzy kapłanów. Tymczasem kraj znajduje się w stanie kryzysu – zmniejszają się zaludnienie i wpływy finansowe, pogłębia się również zadłużenie państwa, pożyczającego ogromne sumy od Fenicjan. Młody następca tronu wyrusza w podróż, podczas której ma poznać kraj i zrozumieć przyczyny jego kłopotów. Kiedy po śmierci ojca zostaje nowym faraonem, Ramzesem XIII, posiada już pomysł na reformy, mogące przywrócić świetność Egiptu. Planuje je jednak przeprowadzić bez udziału posiadającej znaczne wpływy kasty kapłańskiej, aby tym samym umocnić władzę faraonów. Nie docenia jednak wiedzy i siły przeciwników, co prowadzi do jego przegranej. Tron obejmuje kapłan Herhor, który rozpoczyna rządy nowej dynastii.

## Konstrukcja i kompozycja powieści
Kompozycja powieści jest poddana zasadzie symetrii – rozpoczyna ją wstęp, zarysowujący akcję i zakończenie, a zamyka podsumowujący epilog. Krytycy chwalili również przejrzystość ukazywania wydarzeń. Jednak dla przekazania warstwy ideowej powieści Prus był zmuszony naruszyć niejednokrotnie kompozycję, poświęcając niektórym wydarzeniom więcej miejsca, niż wynikałoby to z ich znaczenia dla akcji. Taka sytuacja dotyczy m.in. wykładu Pentuera i podróży bohatera po nomach – są to wydarzenia opisane bardzo dogłębnie, choć pozbawione większego znaczenia dla samego rozwoju fabuły. Podobnie szeroko opisał Prus pogrzeb Ramzesa XII. Nie odgrywa on istotnej roli dla akcji, ale stanowi okazję do opisania wierzeń i religijności Egipcjan. 

### Gatunek

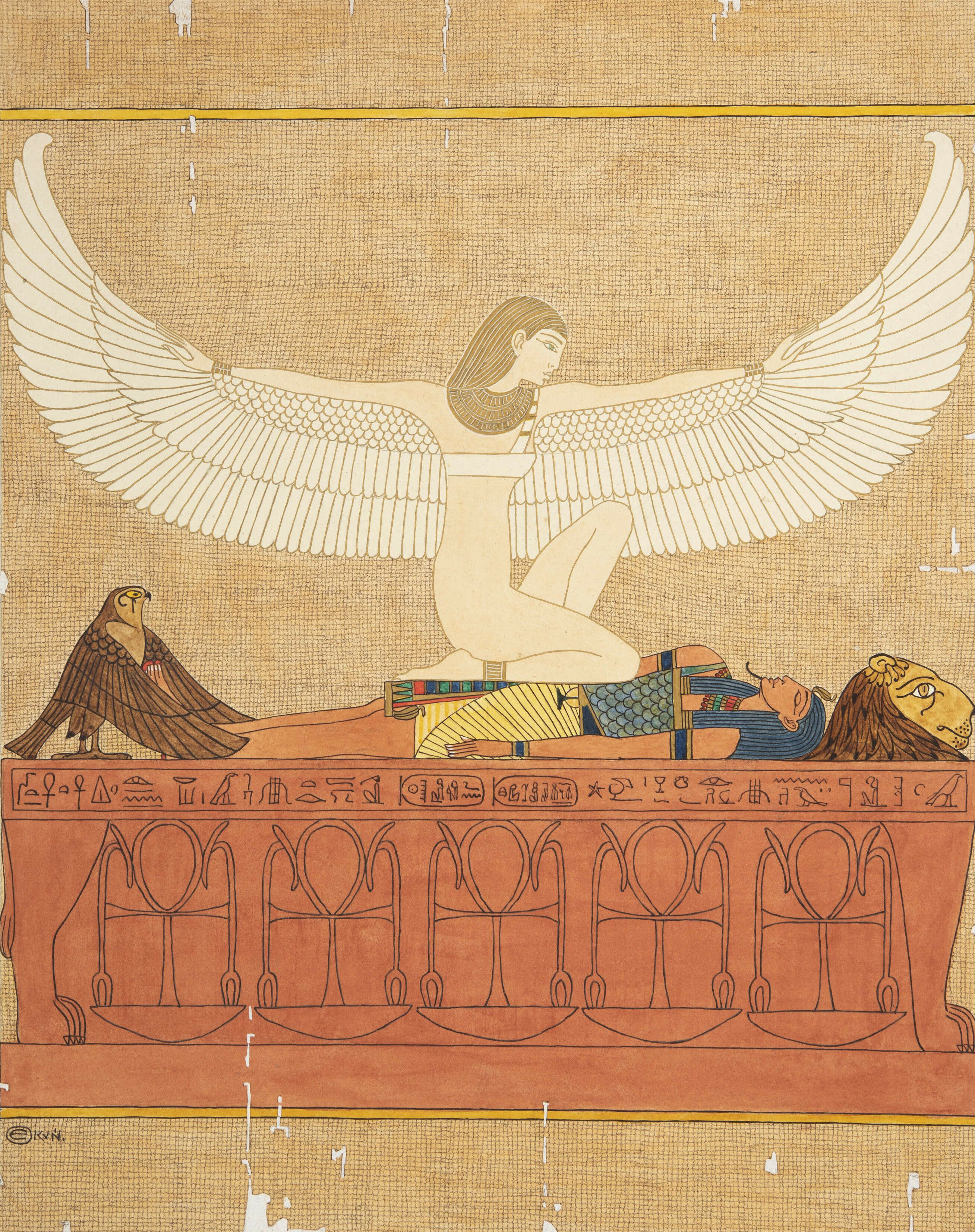
Śmierć Ramzesa XIII. Ilustracja Edwarda Okunia, 1914

Faraon jest przede wszystkim powieścią historyczną, ale autor korzysta także z innych konwencji gatunkowych. Duża część powieści opiera się na schemacie romansu wychowawczego – typu powieści, w którym główny bohater zdobywa doświadczenie i wiedzę, czerpiąc z nauk starszego mentora i komentowanych przez niego obserwacji otoczenia. Taką właśnie postać ma przygotowanie Ramzesa do objęcia władzy nad Egiptem, przy czym roli nauczyciela nie pełni jedna osoba, a kilku przedstawicieli kasty kapłańskiej. Jednak w przeciwieństwie do klasycznego romansu wychowawczego Faraon nie kończy się zdobyciem przez bohatera pełni wiedzy – wady jego charakteru ostatecznie zwyciężają.
Faraon jest również powieścią polityczną, przedstawiającą mechanizmy sprawowania władzy i walki o wpływy oraz polityczne intrygi. Ta warstwa utworu utrzymana jest w atmosferze sensacji. Równolegle pisarz wprowadził do powieści wiele motywów tajemniczych, wręcz fantasy. Z atmosferą niesamowitości łączą się m.in. labirynt, obłęd Sary, magia Beroesa, niezwykłe sposoby śmierci (sztylet, trucizna), tajemnicze postacie (sobowtór Ramzesa), spiski i podstępy. Te atrybuty sprawiają, że Faraon jest również powieścią sensacyjną. 
Powieść jest też dokumentem epoki – widać fascynacje autora opiniami popularnymi w końcu XIX wieku, dotyczącymi organizacji społeczeństwa.

### Narracja
W powieści występują dwa rodzaje narracji – oprócz obiektywnej narracji typowej dla powieści dziewiętnastowiecznej, pojawia się także stylizacja narracji na język typowy dla opisywanej w książce epoki. Rolę obiektywnego narratora przejmuje wtedy osoba sprawiająca wrażenie należącej do świata, która opisuje i podziela wierzenia oraz sposób myślenia starożytnych Egipcjan. W tekst wplecione są także autentyczne pieśni, modlitwy i przysłowia z czasów starożytnych. Zabiegi te mają tworzyć atmosferę powieści, a połączenie ich z narracją obiektywną ma podkreślać kreacyjność utworu.

## Tłumaczenia
Powieść została przetłumaczona na 21 języków: angielski, armeński, bułgarski, chorwacki, czeski, duński, esperanto, estoński, francuski, gruziński, hiszpański, jidysz, litewski, niemiecki, rosyjski, rumuński, serbsko-chorwacki, słowacki, słoweński, ukraiński i węgierski.
W 2001 roku Faraon został kompletnie przetłumaczony na angielski przez Christophera Kasparka. Wcześniej funkcjonowało niekompletne tłumaczenie na język angielski w wersji Jeremiaha Curtina opublikowane w roku 1902.